# Gunnar Lund
För andra betydelser, se Gunnar Lund (olika betydelser).
Nils Gunnar Wiggo Lund, född 26 juli 1947 i Karlskoga församling, Örebro län, är en svensk diplomat och socialdemokratisk politiker.

## Biografi
Lund genomförde sin värnpliktstjänstgöring vid Försvarets Tolkskola i Uppsala där han utbildades i ryska. Efter akademisk utbildning – filosofie kandidatexamen i nationalekonomi, statskunskap och ryska (Stockholms och Uppsala universitet 1971), mastersexamen i nationalekonomi och internationell rätt (Columbia University, New York 1972) – genomgick han Utrikesdepartementets aspirantutbildning 1972–1974. Han tjänstgjorde därefter vid Sveriges OECD-delegation i Paris, på ambassaden i Köpenhamn, på Ekonomi- och Handelsdepartementet. Han anställdes 1983 på Finansdepartementet och var statssekreterare där 1988–1991. Efter den borgerliga valsegern 1991 återvände Lund till Utrikesdepartementet och var stationerad i Stockholm med ställning som ambassadör. När Socialdemokraterna återtog makten 1994 utnämndes han till statssekreterare vid Utrikesdepartementet med ansvar för handelsfrågor. År 1999 efterträdde han Frank Belfrage som chef för Sveriges ständiga representation vid Europeiska unionen i Bryssel (EU-ambassadör).
År 2002 blev Lund minister för internationell ekonomi och finansmarknader (biträdande finansminister) i regeringen Persson, en post han besatte fram till 2004. Lund rekryterades till regeringen i första hand för att ansvara för övergången till euron om det skulle bli ett ja i folkomröstningen 2003. När så ej blev fallet lämnade Lund så småningom regeringen för att ta över posten som Sveriges ambassadör i USA efter Jan Eliasson. Åren 2007–2014 tjänstgjorde han som ambassadör i Paris där han återigen hade efterträtt Frank Belfrage. Han efterträddes 2014 av Veronika Wand-Danielsson.
Lund var gift med Kari Lotsberg (1950–2024) och har tre barn. Han är son till Wiggo Lund och farbror till Regina Lund.